# Airali
Airali es un edificio de gran altura de uso mixto que finalizó su construcción en 2022, ubicado en la 11 calle Zona 10 o Zona Viva de la Ciudad de Guatemala, es un edificio de 80 metros de altura y cuenta con 25 niveles y 9 plantas subterráneas. La torre cuenta con 11 locales comerciales, 3 niveles de oficinas y 109 apartamentos.